# أرضية (جسر)

الأجزاء المختلفة لجسر الجمالون

الأرضية هو سطح الجسر. عنصر إنشائي لبنيتها الفوقية، يمكن أن تكون مبنية من الخرسانة أو الصلب أو المشابك المفتوحة ‏ أو الخشب. في بعض الأحيان يكون الأرضية مغطاة بفريش ومسار للسكك الحديدية أو خرسانة أسفلتية أو أي شكل آخر من أشكال الرصيف لسهولة عبور المركبات. قد تكون الأرضية الخرسانية جزءًا لا يتجزأ من هيكل الجسر ( جائز على شكل تي أو هيكل تي مزدوجة ‏ ) أو قد يكون مدعومًا بعوارض I أو روافد فولاذية.
عندما تُثبت أرضية الجسر في الجملون، يطلق عليه أحيانًا نظام الأرضية. تُعلق أرضية الجسر المعلق من العناصر الهيكلية الرئيسية على جسر معلق أو مقوس. في بعض الجسور ، مثل القوس المقيد أو المدعوم بالكابلات، تكون الأرضية عنصرًا هيكليًا أساسيًا يحمل الشد أو الضغط لدعم الامتداد.
جسر الأرضية هو الجسر الذي تكون فيها الأرضية نفسها هي العنصر الهيكلي الرئيسي، وهو نفسه يحمل الطريق. على النقيض من الجسر الجملوني الذي قد يحمل أرضيةً على الحبال العلوية أو الحبال السفلية من الجملون الإنشائي.

## تحليل هيكلي
يمتلك مهندسو الإنشاءات عدة فئات رئيسية من أرضيات الجسور ، لأغراض التقنيات التحليلية.
- أرضية الجائز هي الأرضية التي تعمل فيها الأرضية وأي هيكل داعم معًا كحزمة واحدة.
- أرضية الشبكة وتُستخدم الجائزات والأغشية كهيكل داعم. يُحلل النظام الداعم لأرضية الشبكة باستخدام تحليل الشبكية.
- أرضية البلاطة هي الأرضية التي تُحلل فيها الأرضية كلوح. إذا كانت البلاطة بها صلابة مختلفة في اتجاهين (عند الزوايا القائمة)، فإن الأرضية تُعرف وتُحلل على أنها أرضية مُستعمِدة  [لغات أخرى]‏.
- أرضية الجائز والبلاطة وعندها تنحني الجائزات بشكل مستقل إلى حد ما، وتُنقل أي قوى عرضية في الأرضية.
- الأرضية الخلويية هي الأرضية الذي يحيط بها عدد من البلاطات والشبكات الرقيقة المشكلة لخلايا داخل الأرضية.
- أرضية الجائز الصندوقي هو الأرضية الذي يشكل فيه الأرضية الجزء العلوي من الجائز الصندوقي أثناء التحليل.[2]

## أرضية جسر السكك الحديدية

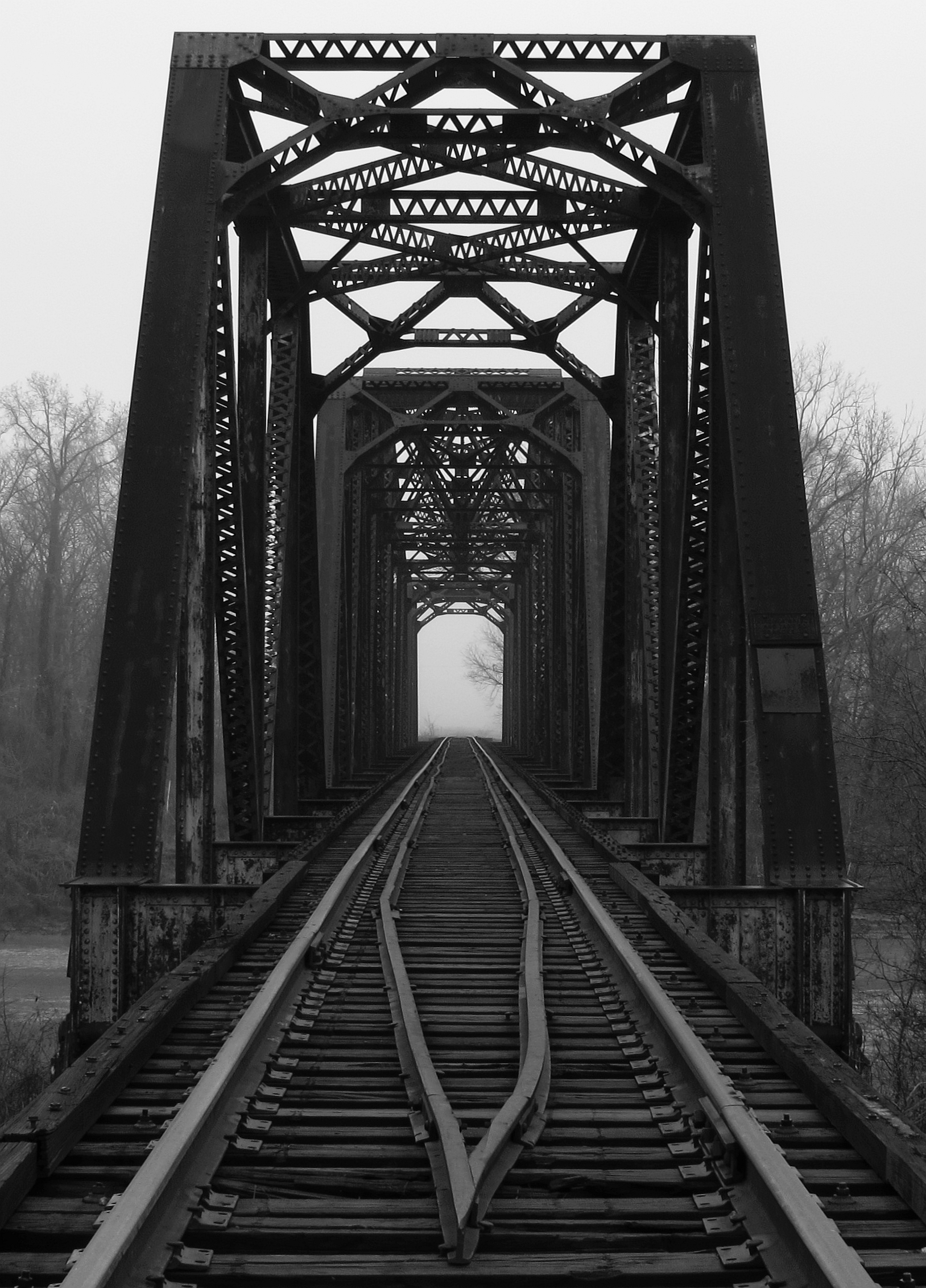
جسر سكة حديد مفتوح الأرضية في مقاطعة ليفلور، ميسيسيبي

يُطلق على جسر سكك الحديدية بمساره ورباطاته المدعومة على عناصر تحمل حمولة من البنية الفوقية (عوارض أرضية أو أوتار أو روافد) السطح المفتوح. عندما يرتكز المسار على الصابورة، والتي تُنقل بعد ذلك بواسطة البنية الفوقية للجسر، يُطلق عليها اسم أرضية الصابورة. يستخدم مصطلح التثبيت المباشر عندما تُثبت القضبان مباشرة على البنية الفوقية للجسر.